# Thomas Silane
Thomas Silane est une série de bande dessinée policière publiée chez Grand Angle. 

## Synopsis
Il s'agit des aventures d'un journaliste français. Thomas Silane est journaliste au Nouveau Regard. Lui et sa sœur Claire, écrivaine pour enfant, ont vu leurs parents disparaître mystérieusement dans leur jeunesse. Thomas s'intéresse à des sujets sensibles et collectionne les ennemis, quand, au début du premier tome, un appareil photo lui est envoyé par un admirateur anonyme. L'appareil révèle une capacité étonnante: quand le reporter l'utilise pour photographier une victime...c'est la scène du meurtre qui est imprimée  sur la pellicule et sort au développement.
Alors qu'il avait renoncé à rechercher feu ses parents, Thomas tente d'utiliser ce cadeau pour comprendre le mystère de leur disparition, qui date de vingt-sept ans et n'a jamais été élucidé par la police.
En parallèle de ce fil rouge sur la série, chaque album présente une aventure du héros (parfois sur plusieurs tomes) qui peut être confronté au Ku Klux Klan, à la traite des blanches à un tueur en série ou au grand banditisme russe.

## Personnages
- Thomas Silane, héros, reporter renommé au "Nouveau Regard" qui cherche en parallèle de ses investigations publique la vérité sur ses parents.
- Claire Silane, sa sœur. Elle semble avoir fait une croix sur son passé et n'apparaît qu'occasionnellement dans la série.
- Le commissaire Merlon, grand ami de Thomas. Ils leur arrive fréquemment de travailler ensemble et entretiennent beaucoup de respect mutuel. Le commissaire aide souvent Thomas, en le tirant d'affaire en lui passant certaines informations de la police, ou simplement en l'informant d'un scoop. Gravement blessé, il doit toutefois mettre un terme définitif à sa carrière à la fin du second tome.
- André Vernier, le directeur du quotidien "Nouveau regard" . C'est lui qui a recueilli Thomas et sa sœur à la disparition de leurs parents, puis a offert à Thomas une place au journal.
- Lena Francoeur, journaliste également et petite amie de Thomas. Elle joue le rôle de pigiste et seconde Thomas dans ses enquêtes mais elle sera victime du tueur en série dans le troisième tome.
- Hamid, un copain de Thomas, génie de l'informatique
- Woozwoo, l'archiviste et historien du "Nouveau Regard"
- Céline Naudin, nommée à la place du commissaire Merlon dans le troisième tome. Elle débute dans cette responsabilité et ses rapports avec Thomas seront de fait beaucoup plus froid qu'avec son ami.

## Albums
1. Flash mortel (cycle 1, ép 1/1) mars 2004 [1]
2. Le tueur de Noël (cycle 2, ép 1/2) mars 2005
3. Tempêtes (cycle 2, ép 2/2) mai 2006
4. Objectifs (cycle 3, ép 1/3) avril 2009 [2]
5. Fuites (cycle 3, ép 2/3) juin 2010 [3]
6. Libérations (cycle 3, ép 3/3) septembre 2011
7. Racines (cycle 4, ép 1/2) avril 2014
8. Poisons (cycle 4, ép 2/2) octobre 2014
9. Expériences (cycle 5, ép 1/2) mars 2016 [4]
10. Révélations (cycle 5, ép 2/2) avril 2017